# Nomotetiske og idiografiske videnskaber
Nomotetiske og idiografiske videnskaber er to forskellige slags videnskaber. Begrebsparret bruges til at skelne mellem fag, som i forskningen søger at opstille modeller og generaliseringer (nomotetiske fag) og så de idiografiske fag, som beskriver, fortolker eller forklarer enkeltfænomener. Begrebet "idiografiske fag" bruges således til at skelne disse videnskaber fra de nomotetiske videnskaber, som søger at finde frem til generaliserbare fænomener. I de idiografiske fagområder er det, det partikulære som er i fokus. Målet er at forklare enkelthændelser eller specifikke fænomener. En beskrivelse af årsagerne til udbruddet af første verdenskrig er for eksempel en idiografisk aktivitet. Eksempler på idiografiske fag er litteraturvidenskab, filmvidenskab, sprogvidenskab og dele af historiefaget, der dog omfatter visse nomotetiske områder som fx socialhistorie og økonomisk historie. Lars Albinus skriver, at det er vigtigt at understrege, at de idiografiske fag ikke beskæftiger "sig med isolerede fænomener, men derimod søger sammenhænge, som kaster lys over forbindelserne mellem sprog, race, religion, æstetik, kultur o.s.v." Det er dog også blevet indvendt, at sondringen mellem idiografiske og nometetiske fag "har bidraget til et unødvendigt dualistisk billede af humaniora." Kritikere af opfattelsen af, at humaniora skulle være idiografisk og naturvidenskab skulle være nometetisk, har fx påpeget, at meget naturvidenskab har et idiografisk sigte, som fx "når en geolog sætter sig for at afdække årsagerne til et konkret vulkanudbrud," dvs. et forskningsmål der sigter mod at forklare et enkelttilfælde. På samme måde har strukturalistiske litteraturvidenskabsfolk en nomotetisk ambition, når de prøver at etablere, i hvilken grad bestemte strukturer ligger til grund for fortællingers opbygning fx ved at udarbejde modeller som aktantmodellen.
Nomotetiske videnskaber er videnskaber som leder efter naturlove eller som prøver at forklare generaliteter i naturen. I de nomotetiske videnskaber er det universelle i fokus. Målet er med andre ord at udlede generaliseringer som gælder for alle elementer. Tyngdeloven er for eksempel en generalisering som gælder for alle ting som har masse. Eksempler på nomotetiske videnskaber er kemi, store dele af fysikken (med undtagelse af enkelte spørgsmål i astrofysikken) og dele af biologien (for eksempel økologi) og geologien (for eksempel dannelsen af bjergarter).